# Per Noste

Le logotype de Per Noste pour les activités d'édition.

Per Noste est une association fondée en 1960 sous le nom de Per Nouste dans le but de défendre et promouvoir la langue et la civilisation occitanes de Gascogne. Son président fondateur est le poète Roger Lapassade. Parmi les autres fondateurs figurent Robert Darrigrand, Pierre Tucoo-Chala et Xavier Ravier. Ils sont rejoints par Michel Grosclaude en 1965. L’association publie très tôt des ouvrages destinés à l’enseignement de la langue.
En 1967, elle lance la revue Per Nouste (qui devient Per Noste en 1968, puis País Gascons en 1978),.

Per Noste a été section départementale de l’IEO jusqu’en 2009. Elle est à l’origine ou a aidé de nombreux projets à voir le jour (école Calandreta, le groupe Nadau, Ràdio País, Ostau Bearnés à Pau…).
Son activité est principalement centrée sur l’édition de livres en occitan de Gascogne ou sur la Gascogne.
Per Noste, la plus ancienne association occitaniste du Béarn, a connu une situation financière très préoccupante en 2004 du fait d'une défaillance de l'aide publique,,,. Sa situation s'est depuis normalisée,.

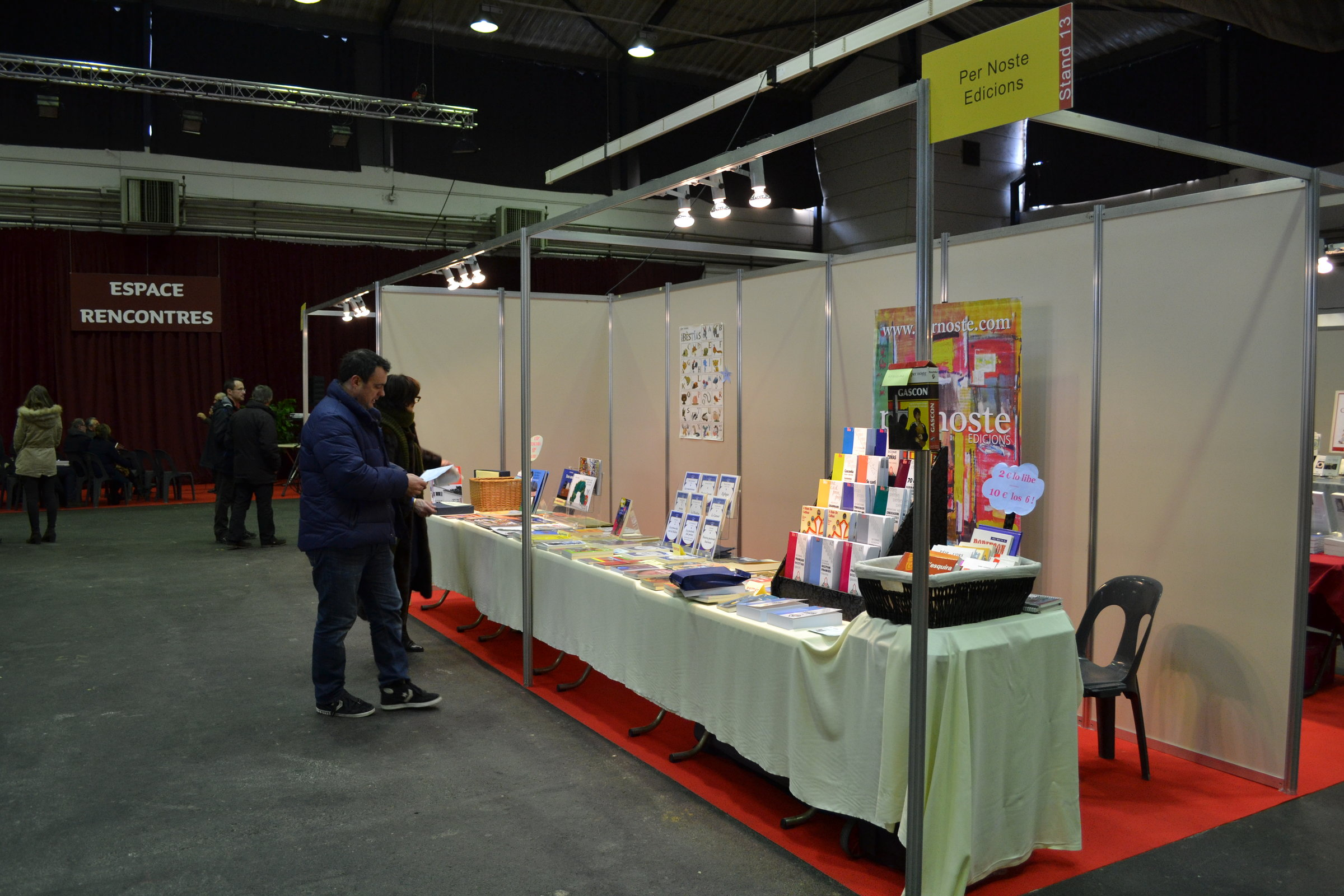
Per Noste au salon "Le Livre en Béarn" 2015

L'association a été abritée par la municipalité d'Orthez depuis 1988 dans une partie de la maison que Francis Jammes occupa de 1897 à 1907, la maison Chrestiaa. Elle emménage en 2013 dans de nouveaux locaux, l'espace Roger-Lapassade, que la municipalité d'Orthez a restaurés, en face de la nouvelle médiathèque publique,.
Per Noste est mentionné par certains scientifiques et universitaires soit pour ses publications soit pour son action dans le mouvement culturel occitan,,,.